# Raphaël Wicky
Pour les articles homonymes, voir Wicky.
Raphaël Wicky est un footballeur suisse né le 26 avril 1977 à Leuggern (Suisse). Il joue au poste de milieu de terrain avant de devenir entraîneur.

## Biographie

### Carrière de joueur

#### Carrière en club
Raphaël Wicky évolue dans quatre pays : en Suisse, en Allemagne, en Espagne, et aux États-Unis. Il joue principalement en faveur du FC Sion, du Werder Brême, et du Hambourg SV. 
Il dispute un total de 369 matchs en championnat, inscrivant huit buts, avec notamment plus de 200 matchs en Bundesliga. Son palmarès est constitué d'un titre de champion de Suisse, de trois Coupes de Suisse, en enfin une Coupe d'Allemagne.
Au sein des compétitions européennes, il joue cinq matchs en Ligue des champions, 30 matchs en Coupe de l'UEFA (trois buts), et 10 matchs en Coupe des coupes. Il participe à la phase de groupe de la Ligue des champions lors de la saison 2006-2007 avec le club de Hambourg.

#### Carrière internationale
Raphaël Wicky reçoit 75 sélections en équipe de Suisse entre 1996 et 2007, inscrivant un but.
Il joue son premier match en équipe nationale le 24 avril 1996, en amical contre le Pays de Galles (victoire 2-0 à Lugano). 
Il participe à l'Euro 1996 organisée en Angleterre puis à l'Euro 2004 qui se déroule au Portugal. S'il ne joue qu'un seul match lors de l'Euro 1996, il prend part en revanche à trois rencontres lors de l'Euro 2004.
Il inscrit son seul but en équipe nationale le 4 juin 2005, contre les îles Féroé, lors des éliminatoires du mondial 2006 (victoire 1-3 à Toftir). Il dispute ensuite la Coupe de monde 2006 organisée en Allemagne. Il joue quatre matchs lors de ce mondial, qui voit la Suisse s'incliner en huitièmes de finale face à l'Ukraine.
Il reçoit sa dernière sélection avec la Suisse le 2 juin 2007, en amical contre l'Argentine (score : 1-1).

### Carrière d'entraîneur
En avril 2017, il est nommé entraineur du FC Bâle pour la saison 2017-2018. Il est toutefois renvoyé la saison suivante après une journée de championnat.
En juin 2022, il est nommé sur le banc des Young Boys pour une durée de 2 ans. Le 4 février 2023, il est limogé de son poste d'entraineur,

## Palmarès
- Champion de Suisse en 1997 avec le FC Sion
- Vice-champion de Suisse en 1996 avec le FC Sion
- Vainqueur de la Coupe de Suisse en 1995, 1996 et 1997 avec le FC Sion
- Vainqueur de la Coupe d'Allemagne en 1999 avec le Werder Brême